# James Kottak

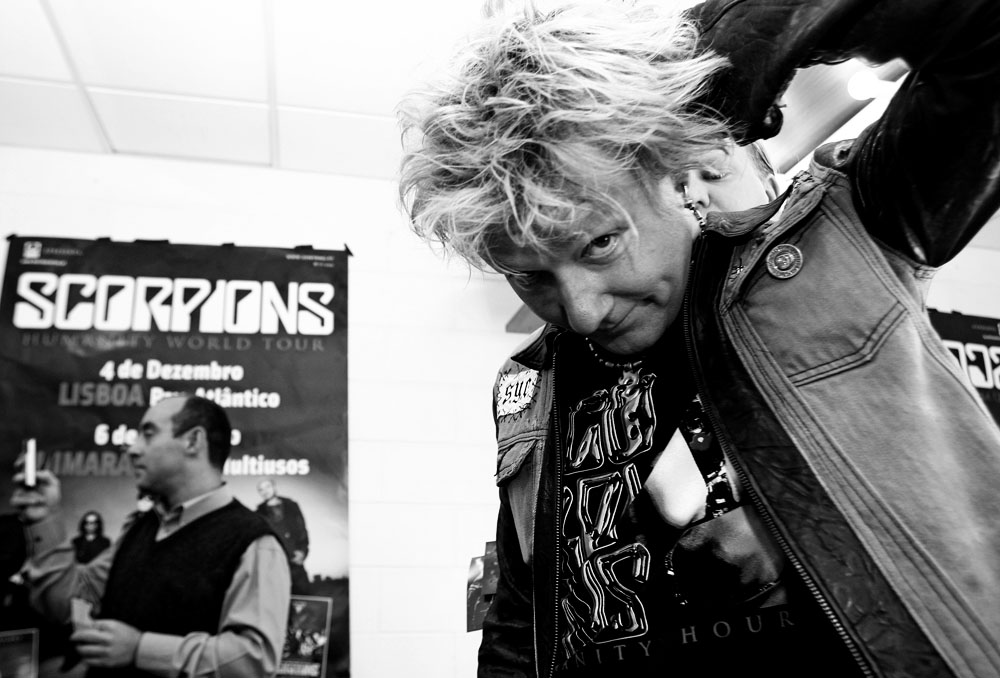
James Kottak en Lisboa, en 2007.

James Kottak (Louisville, 26 de diciembre de 1962-Louisville, 9 de enero de 2024) fue un músico y compositor estadounidense, conocido mayormente por haber sido batería de la banda alemana de hard rock y heavy metal Scorpions entre 1996 y 2016. Inició su carrera en el grupo de glam metal Buster Brown, aunque se hizo conocido por su estancia en Kingdom Come, de cuya etapa grabó sus dos primeros álbumes de estudio. Tras varios años participando en distintas agrupaciones, en 1996 es llamado a integrarse a Scorpions en la que estuvo veinte años, siendo el batería que más tiempo ha estado en la banda alemana. En septiembre de 2016 se anunció su salida de Scorpions debido a su abusivo consumo de alcohol. Semanas más tarde se confirmó que renunció a la banda para iniciar un tratamiento ante dicha adicción.
Por su parte, en 1996 y junto a su exesposa Athena Lee fundó la banda de punk rock y pop punk Krunk, en la que cumple la labor de vocalista y guitarrista rítmico bajo el seudónimo de Jimmy Ratchitt. En 2006 la banda cambió su nombre a Kottak y desde entonces han lanzado tres álbumes de estudio.

## Carrera

### Primeros años
Inició su carrera musical en 1985 cuando ingresó a la banda de glam metal Buster Brown en reemplazo del baterista Bob Koestel. Tras el lanzamiento del disco Sign of Victory (1985), tanto él como el cantante Johnny Edwards fueron contratados por el guitarrista Ronnie Montrose para la grabación del álbum Mean (1987) de su renovada banda Montrose. En el mismo año fue convocado por el cantante Lenny Wolf para fundar una nueva agrupación llamada Kingdom Come, en la que participó de sus dos primeros discos; Kingdom Come de 1988 y In Your Face de 1989. En noviembre de 1989, luego de su salida de Kingdom Come, participó en el álbum debut del guitarrista Michael Lee Firkins que salió al mercado en 1990. Posteriormente, junto a Edwards y al guitarrista Rick Steier, compañero de Kottak en Kingdom Come, fundó la banda Wild Horses y grabaron Bareback en 1991, que finalmente no contó con Edwards ya que había ingresado a Foreigner como sustituto de Lou Gramm. Al año siguiente fue contratado por McAuley Schenker Group para las grabaciones del álbum M.S.G..
En 1994 y junto a Steier se unieron a los californianos Warrant, en reemplazo de Joey Allen y Steven Sweet respectivamente. Durante su paso en la banda oriunda de Los Ángeles, solo participó en el disco Ultraphobic de 1995, ya que al poco tiempo ingresó a la banda Scorpions. Por otro lado, en febrero de 1997 colaboró con la banda Dio en algunos conciertos por los Estados Unidos debido a una neumonía que sufrió Vinny Appice.

### Etapa con Scorpions: 1996-2016
En 1996 el mánager de Scorpions lo llamó para que fuera parte de la gira Pure Instinct Tour (1996-1997), luego de salida de Herman Rarebell. Kottak ya era conocido por la banda alemana ya que en 1988, como miembro de Kingdom Come, había sido telonero de ellos en las presentaciones por los Estados Unidos y Canadá en el marco de la gira Savage Amusement Tour. Aunque el acuerdo solo era para el tour promocional de Pure Instinct, se decidió contratarlo como miembro activo convirtiéndose en el segundo músico no alemán de Scorpions luego del baterista belga Rudy Lenners. Junto a Scorpions participó en cinco álbumes de estudio, dos discos acústicos, una regrabación, en el proyecto sinfónico Moment of Glory y en algunos discos en vivo, colaborando además en los coros y en ciertas composiciones. 
El 3 de abril de 2014 durante la gira Get Your Sting and Blackout World Tour fue arrestado en el aeropuerto de Dubái por insultar el islam bajo los efectos del alcohol, tras la cual fue condenado a un mes de cárcel. Por ello, Scorpions contrató a Marc Cross para sustituirlo en el show de Baréin (5 de abril), mientras que Johan Franzon tocó la batería en las siguientes presentaciones por Europa. En octubre de 2014 el vocalista Klaus Meine mencionó: «Cuando pasó ese desafortunado incidente en Dubai le dijimos que en este punto es bueno que tomes un descanso. No tanto por nosotros, sino por ti mismo... Debes entrar en rehabilitación y no pensar en nada más, solo tratar de limpiarte y volver a ser el mismo James que durante años no solo ha sido nuestro baterista, sino también nuestro amigo y un gran tipo». El 28 de abril de 2016 Meine confirmó la entrada temporal del exbaterista de Motörhead, Mikkey Dee, como reemplazante de Kottak durante algunos shows por los Estados Unidos debido a ciertos problemas de salud. Finalmente en septiembre de 2016 la banda confirmó la salida de Kottak y anunciaron a Dee como nuevo baterista permanente. Semanas más tarde se supo que había iniciado un nuevo tratamiento para controlar su adicción al alcohol y que renunció a Scorpions para enfocarse en él, en su familia y otros proyectos para el futuro.

### Su propia banda
Paralelo a su entrada a Scorpions, en 1996 junto a su esposa Athena Lee —baterista y hermana menor de Tommy Lee de Mötley Crüe— fundó el grupo de pop punk y punk rock Krunk, en el que cumplía la labor de vocalista principal y guitarrista rítmico, bajo el seudónimo de Jimmy Ratchitt. Cabe señalar que en 1997 Krunk ganó el premio a mejor banda de punk y Athena recibió el galardón a mejor baterista femenina, ambos otorgados en la ceremonia de los Rock City Awards, condecoraciones entregados solo a agrupaciones de Los Ángeles. En 2006 cambió su nombre a Kottak afirmando que cuando fundó la banda Krunk era un nombre original, pero en los últimos años se había vuelto tan cotidiano ese nombre que prefirieron modificarlo por uno más auténtico. Desde entonces han publicado tres álbumes de estudio siendo Attack de 2011 su último disco hasta el momento.

## Vida personal
Entre 1996 y 2010 estuvo casado con Athena Lee, músico y hermana menor de Tommy Lee de Mötley Crüe, con la que tuvo tres hijos; una niña llamada Tobi (1991) y dos varones Miles (1992) y Matthew (1997). En 2012 TMZ.com informó que ambos habían iniciado una discusión judicial por la custodia de su hijo menor, en la que Athena aseveró que su matrimonio había sido triste. A pesar de aquello, en 2016 Kottak agradeció el apoyo de su exesposa durante su etapa de rehabilitación contra el alcohol que significó su salida de Scorpions. Por otro lado, en 2010 fue uno de los 23 músicos de rock que colaboró en el libro Sex Tips from Rock Stars del escritor Paul Miles.

## Fallecimiento
James Kottak falleció el 9 de enero de 2024. De acuerdo con el sitio Metal Sludge, lo encontraron muerto en el baño de su casa en Louisville (Estados Unidos) y, aunque no hay un comunicado oficial, aparentemente falleció por un paro cardíaco.

## Discografía
| con Buster Brown - 1985: Sign of Victory con Montrose - 1987: Mean con Kingdom Come - 1988: Kingdom Come - 1989: In Your Face con Wild Horses - 1991: Bareback - 2003: Dead Ahead con McAuley Schenker Group - 1992: M.S.G. con Warrant - 1995: Ultraphobic con Kottak - 1998: Greatest Hits - 2006: Therupy - 2010: Rock & Roll Forever - 2011: Attack | con Scorpions - 1999: Eye II Eye - 2000: Moment of Glory - 2001: Acoustica - 2004: Unbreakable - 2007: Humanity: Hour I - 2010: Sting in the Tail - 2011: Comeblack - 2013: MTV Unplugged - Live in Athens - 2015: Return to Forever Colaboraciones - 1990: Michael Lee Firkins - Michael Lee Firkins - 1993: Atsushi Yokozeki - Raid - 1996: Ashba - Addiction to the Friction - 1999: Black Sheep - Sacrifice - 2010: Willie Basse - Break Away |